# Dietmar Krafft
Dietmar Krafft (* 28. Mai 1934 in Beuthen) ist ein deutscher Wirtschaftswissenschaftler.

## Leben
Krafft wurde als Sohn eines Lehrers und einer Bankangestellten geboren. Nach der Volksschule besuchte er 1944 das Gymnasium seiner Heimatstadt und floh im Januar 1945 mit seiner Familie vor der Roten Armee nach Wurzen. Dort besuchte er ab Ende 1945 die Fachschule für Wirtschaft und Verwaltung. 1949 flüchtete die Familie über die Zonengrenze nach Westdeutschland, wo sie sich in Münster in Westfalen niederließ. Krafft wurde auf der Höheren Handelsschule angenommen, die er 1951 absolvierte. Hiernach trat er eine Kaufmannslehre im Groß- und Außenhandel einer Holzhandlung an. Nach Abschluss seiner Ausbildung verblieb er noch ein Jahr im Betrieb und entschloss sich dann zur Erlangung der Hochschulreife in Oberhausen 1954–1956 das Abitur nachzuholen.
1956 nahm er ein Studium der Wirtschaftswissenschaften mit dem Schwerpunkt Betriebswirtschaftslehre an der Westfälischen Wilhelms-Universität Münster auf. Nach seinem Abschluss als Diplomkaufmann im Jahre 1960, nahm er ein Stellenangebot des Instituts für Verkehrswissenschaft als wissenschaftlicher Mitarbeiter an und promovierte dort im Dezember 1963 mit der Dissertationsschrift „Der Einfluss eines Hafens auf die Wirtschaftskraft der Hafenstadt“. Sein Doktorvater war Andreas Predöhl.
Von 1964 bis 1971 arbeitete er als wissenschaftlicher Assistent und Geschäftsführer weiterhin am Institut für Verkehrswissenschaft. In dieser Zeit arbeitete er unter anderem mit Hanspeter Georgi, sowie Hans-Jürgen Ewers zusammen. 1970 nahm er einen Lehrauftrag für Wirtschafts- und Arbeitslehre der Pädagogischen Hochschule Westfalen-Lippe an. Er lehrte dort zwei Semester, dann wurde die Stelle 1971 als Professur ausgeschrieben und durch Krafft besetzt. In dieser Funktion leitete er bis 1975 den Aufbau des Instituts für Wirtschaftswissenschaften und ihre Didaktik. 1975 erfolgte in NRW die Abschaffung des Faches Arbeitslehre zugunsten des interdisziplinären Faches Sozialwissenschaften. Vor diesem Hintergrund gründete Krafft im selben Jahr eine Landesfachgruppe für Ökonomische Bildung, deren Hauptanliegen die Einführung von Ökonomischer Bildung an allgemeinbildenden Schulen als eigenständiges Fach war. 1978 weitete sich diese zur Bundesfachgruppe aus; ihr gehörten bundesweit der größte Teil der Lehrstuhlinhaber für Wirtschaftswissenschaft und ihre Didaktik an. Krafft leitete die Fachgruppe von 1975 bis 1991. 1993 wurde sie in Deutsche Gesellschaft für Ökonomische Bildung umbenannt. Er ist heute eines von circa 180 Mitgliedern der Gesellschaft.
Im Jahre 1980 wurde die Pädagogische Hochschule Westfalen-Lippe geschlossen und das darin angelegte Institut für Wirtschaftswissenschaft und ihre Didaktik der Philosophischen Fakultät der Universität Münster angeschlossen. Bis zu seiner Emeritierung im Jahr 1999 lehrte Krafft zu den Themen Geld und Währung, Außenwirtschaftstheorie, Mikro- und Makroökonomie und kontinuierlich sowohl Betriebswirtschafts- als auch Volkswirtschaftslehre. Von 1992 bis 1996 war Krafft Dekan und Prodekan der Philosophischen Fakultät der Universität. Im Jahr 2000 entschied das Rektorat der Universität die Verlagerung des Instituts als Institut für Ökonomische Bildung an den Fachbereich Wirtschaftswissenschaft. Krafft unterstützt das Institut durch Vorlesungen und Seminare.
In den Jahren von 1974 bis 1980 entwickelte Krafft im Auftrag der Bildungsministerien Schleswig-Holsteins, Baden-Württembergs und Rheinland-Pfalz’ gemeinsam mit der Akademie für Führungskräfte der Wirtschaft Bad Harzburg Weiterbildungsfernkurse für die Umschulung von Lehrern für das Fach Wirtschafts- und Arbeitslehre. Er dozierte von 1991 bis 2000 an der Deutschen Management Akademie Niedersachsen und von 2000 bis 2010 als Gastdozent an der Business and Information Technology School in Iserlohn. Von 1999 bis 2002 wirkte er als wissenschaftlicher Fachberater an der didaktischen Gestaltung des Deutschen Geld- und Notenbankmuseums in Frankfurt mit. Seit 2000 ist er Weiterbildungsreferent für volks- und betriebswirtschaftliche Fächer der BARMER GEK Führungs- und Fachakademie. Er ist Gründer des Instituts für Wirtschafts- und Sozialwissenschaftliche Bildung, welches in Zusammenarbeit mit Weiterbildungseinrichtungen, sowie finanziert durch die Agentur für Arbeit, online-gestützte Weiterbildungskurse anbietet. Außerdem ist er Geschäftsführer der Gesellschaft für Wirtschafts- und Sozialwissenschaftliches Consulting mbH. Als Autor ist er an der vom Goethe-Institut herausgegebenen Zeitung MARKT beteiligt.

## Wirken
Krafft bringt seit 1976 gemeinsam mit Renate Harter-Meyer und Heinrich Meyer im Cornelsen Verlag Schulbücher zur Wirtschafts- und Arbeitslehre heraus. Im Jahr 2008 sind die Schülerbücher der Reihe „Lernbereich Arbeitslehre Wirtschaft“ (Bände 5/6, 7/8, 9/10): „Wirtschaft-Arbeit-Technik“ (Brandenburg), „Wirtschaft“ (Niedersachsen), „Arbeit und Beruf“ (Hamburg), „job fit. Gemeinschafts- und Wirtschaftskunde. Berufseinstiegsjahr“ (Baden-Württemberg) von der Deutschen UNESCO-Kommission als Beitrag zum Thema „Nachhaltigkeit lernen“ – im Rahmen der UN-Dekade „Bildung für nachhaltige Entwicklung“ – ausgezeichnet worden. Gemeinsam mit Andreas Liening entwickelte er ferner das Konzept zu der von der Deutschen UNESCO-Kommission ausgezeichneten Initiative Junior Business School der TU Dortmund. Ziel der Initiative ist es Schülern ökonomisches Grundwissen gestützt durch moderne Informations- und Kommunikationstechnologien näher zu bringen.
Seine Forschungsschwerpunkte sind Ökonomische Bildung für Nichtökonomen und in allgemein bildenden Schulen, Betriebliche Weiterbildung, Fernstudien/Multimedia/Computergestützte Planspiele.
Er ist Mitglied der Fördergesellschaft des Instituts für Verkehrswissenschaften und der Deutschen Gesellschaft für Ökonomische Bildung e.V., Vorsitzender des Freundeskreises am Centrum für interdisziplinäre Wirtschaftsforschung an der Universität Münster.

## Schriften
- Krafft, D. (2009): „Sklaven der Geldmenge: Einkommen, Beschäftigung und Preise“, „Say, Keynes, Friedman. Von der Klassik zum Neoliberalismus“, „Aus der Depression zum Aufschwung“. In: Mythos Geld. Der Mensch und die Kräfte des Kapitals, Reihe Spektrum. Gütersloh: Bertelsmann Verlag.
- Krafft, D. (2008): Ist Zeit Geld? In: Ewige Augenblicke. Eine interdisziplinäre Annäherung an das Phänomen Zeit. Münster: Waxmann Verlag.
- Krafft, D./Mittelstädt, E./Wiepcke, C. (2005): MARKT Lexikon Wirtschaft. Fachbegriffe von A–Z einfach und verständlich erklärt. Bielefeld: Bertelsmann.
- Krafft, D. (1995): Unser Geld. Geld, Bundesbank und Geldpolitik. Münster: Wisoco-Verlag.
- Krafft, D. (1993 ff.) Reihe „Ökonomie leicht verständlich“ (Wisoco – Verlag) mit: „Wozu Wirtschaftswissenschaft“, „Betriebswirtschaftslehre leicht verständlich“, „Betriebliches Rechnungswesen I – Kostenrechnung und Kalkulation“; „Betriebliches Rechnungswesen II – Finanzbuchhaltung – leicht gelernt“.
- Krafft, D. (1965): Der Einfluss eines Hafens auf die Wirtschaftsstruktur und die Wirtschaftskraft seiner Hafenstadt, Göttingen.
- Krafft, D./Breuer, K./Schlösser, H. J. (1987): Energie und Verbraucher. Computergestützte Simulation, Köln. (Deutscher Schul- und Softwarepreis)